# Schubumkehr

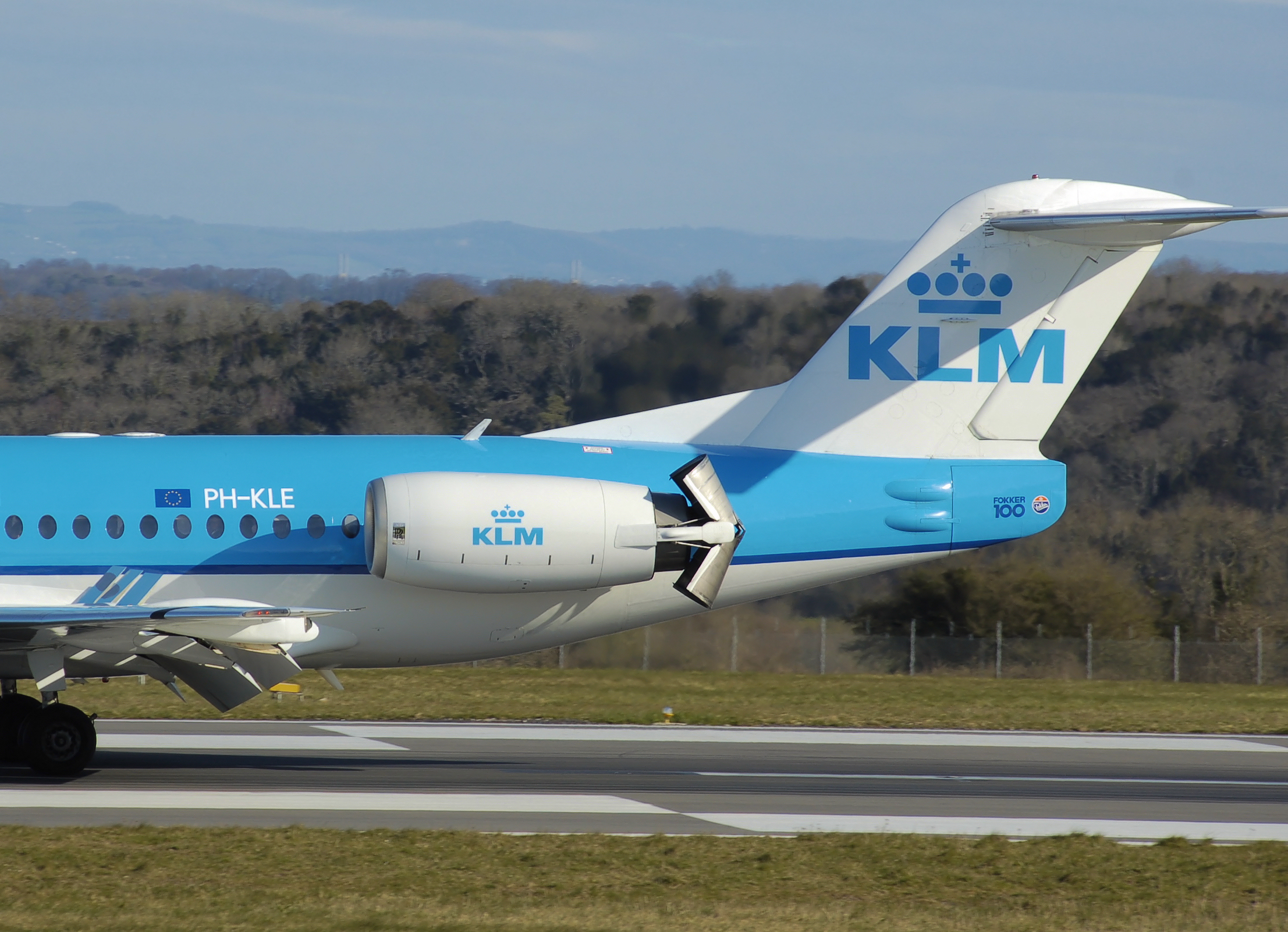
Schubumkehr bei einem Flugzeug

Schubumkehr ist ein Verfahren zum Abbremsen beziehungsweise Stoppen eines Fahrzeugs durch Umlenken des Schubes entgegen der Bewegungsrichtung. Einer der bekanntesten Einsatzzwecke der Schubumkehr ist die Verwendung bei Flugzeugen, um diese nach dem Aufsetzen auf der Landebahn schneller und effektiver abzubremsen. Die Schubumkehr kommt auch bei Booten und Schiffen zum Einsatz.

## Geschichte

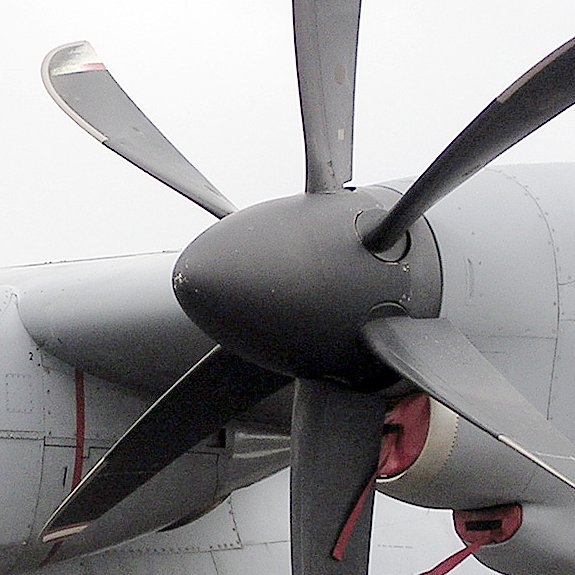
Verstellpropeller einer C-130J

Bis zur Einführung von Verstellpropellern in See- und Luftfahrt gab es – zumindest in der Luftfahrt – keine Schubumkehr. In der Schifffahrt bestand die – bei Starrwellenantrieben heute noch übliche – Möglichkeit, die Hauptmaschine anzuhalten und im entgegengesetzten Drehsinn wieder anzulassen, um den Schub von Vorwärtsfahrt in Rückwärtsfahrt zu wechseln.
Der erste Schritt einer Änderung kam auf, als durch das von Citroën erfundene Wendegetriebe eine Umkehr der Drehrichtung der Antriebsschraube möglich wurde, ohne den Motor in seiner Betriebsrichtung andersherum laufen lassen zu müssen.
Im Verlauf des Zweiten Weltkrieges wurde dann der Verstellpropeller (obwohl eine bereits 25 Jahre alte Erfindung) bei allen Kriegsbeteiligten eingeführt, zuerst in der Luftfahrt und dann, nachdem die Probleme mit den wesentlich größeren Antriebskräften gelöst waren, auch in der Seefahrt.
Die Idee des Verstellpropellers war zuerst nicht, eine Schubumkehr zur Verfügung zu haben, sondern, verglichen mit einem Automobil, den Antrieb über das Ändern von Gängen den erforderlichen Geschwindigkeiten und von außen einwirkenden Belastungen anpassen zu können. Die Steigung an einem Propeller ändern zu können, bedeutet nämlich genau das, den Gang wechseln zu können, also bei gleicher Antriebsleistung andere Drehmomente in Schub umsetzen zu können. Für die Luftfahrt ist es extrem wichtig, dass ein Verstellpropeller wesentlich weniger als ein Schaltgetriebe wiegt.
Damit einher ging die Erfindung des „Rückwärtsganges“ in Luft- und Seefahrt.
Von dort aus, geschehen Ende der 1940er Jahre in der US Navy, war es so gesehen nur ein kleiner Entwicklungsschritt, bis sich die Schubumkehrklappe auch an den immer größer werdenden Passagierflugzeugen wiederfand. Ende der 1950er und Anfang der 1960er Jahre waren diese derart groß und schwer geworden, dass zur Entlastung der Radbremsen verschiedene Möglichkeiten ausprobiert wurden.
Die Boeing 707 war 1957 das erste zivile Strahlflugzeug mit einer Schubumkehreinrichtung,  1960 wurde auch die französische Caravelle mit Schubumkehr ausgerüstet, welche zuvor über einen Bremsschirm verfügt hatte.
Der erste Wasserstrahlantrieb mit Schubumkehrklappe kam schon in den 1950er Jahren vom australischen Hersteller Hamilton. Heute ist die Schubumkehr aus der Nutzung in See- und Luftfahrt nicht mehr wegzudenken.

## Wirkungsweise

### Luftfahrt

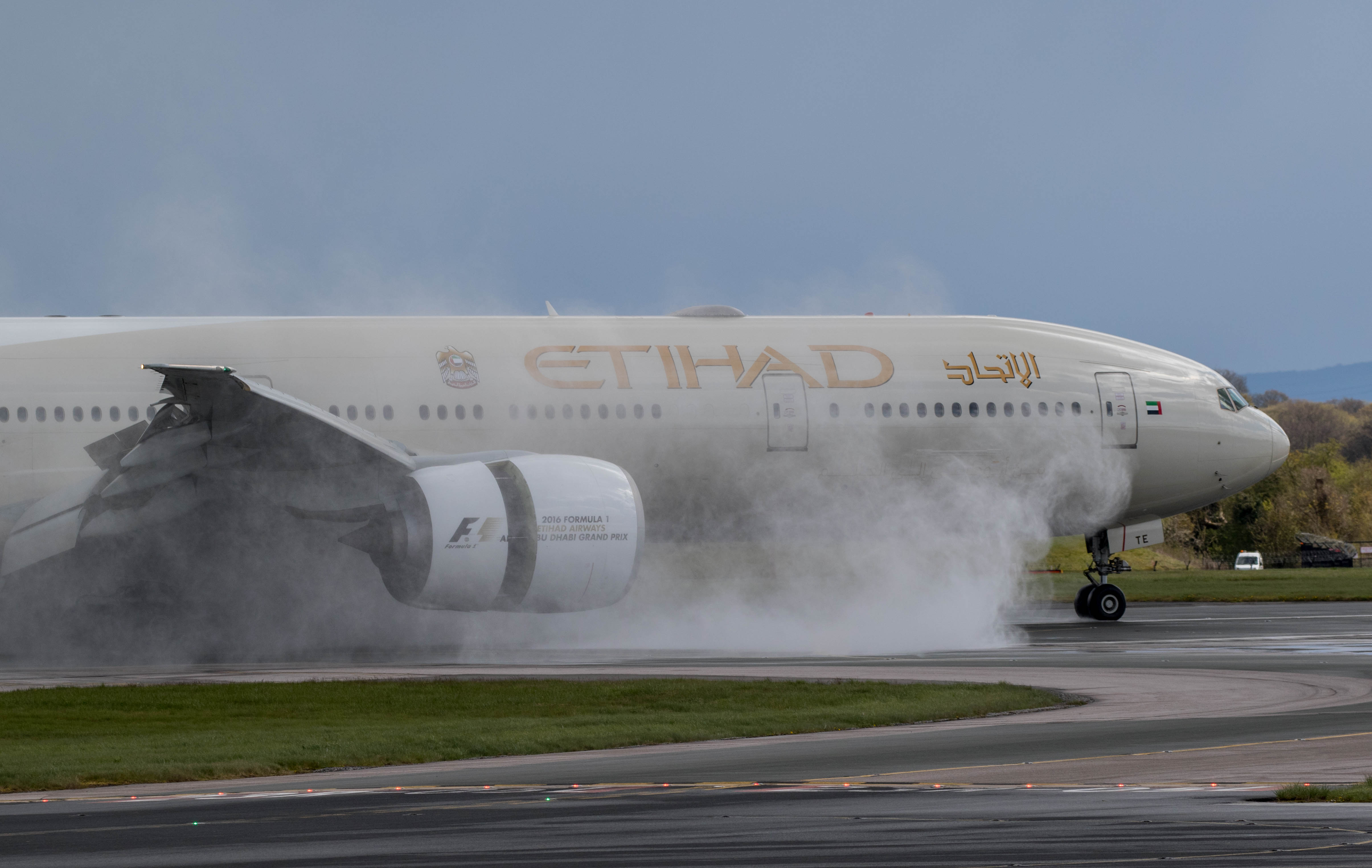
Schubumkehr wirbelt Wasser auf der Start- und Landebahn auf

Bei Strahltriebwerken wird durch Klappen hinter der Schubdüse oder im Mantelstromgehäuse (Thrust reverser) der Triebwerksstrahl oder der Mantelstromstrahl entgegen der Flugrichtung umgelenkt und so eine Verzögerung des Flugzeugs bewirkt. Bei entsprechend ausgerüsteten Propellertriebwerken können die Propellerblätter so verstellt (Verstellpropeller) werden, dass sie einen nach vorne gerichteten Schub erzeugen.
Dies geschieht hauptsächlich zur Verkürzung der Landerollstrecke und zur Entlastung der Radbremsen eines Flugzeuges.
Zur Reduzierung von Fluglärm werden oft lediglich die Schubumkehrklappen aktiviert, während die Triebwerksleistung in Leerlaufstellung verbleibt. Häufig gibt es (je nach Flugzeugtyp unterschiedliche) Begrenzungen für die niedrigste Geschwindigkeit zum Einsatz der Schubumkehr, um Beschädigungen des Triebwerkes durch kleine aufgewirbelte Steine (FOD) oder das Ansaugen von Abgasen zu verhindern.

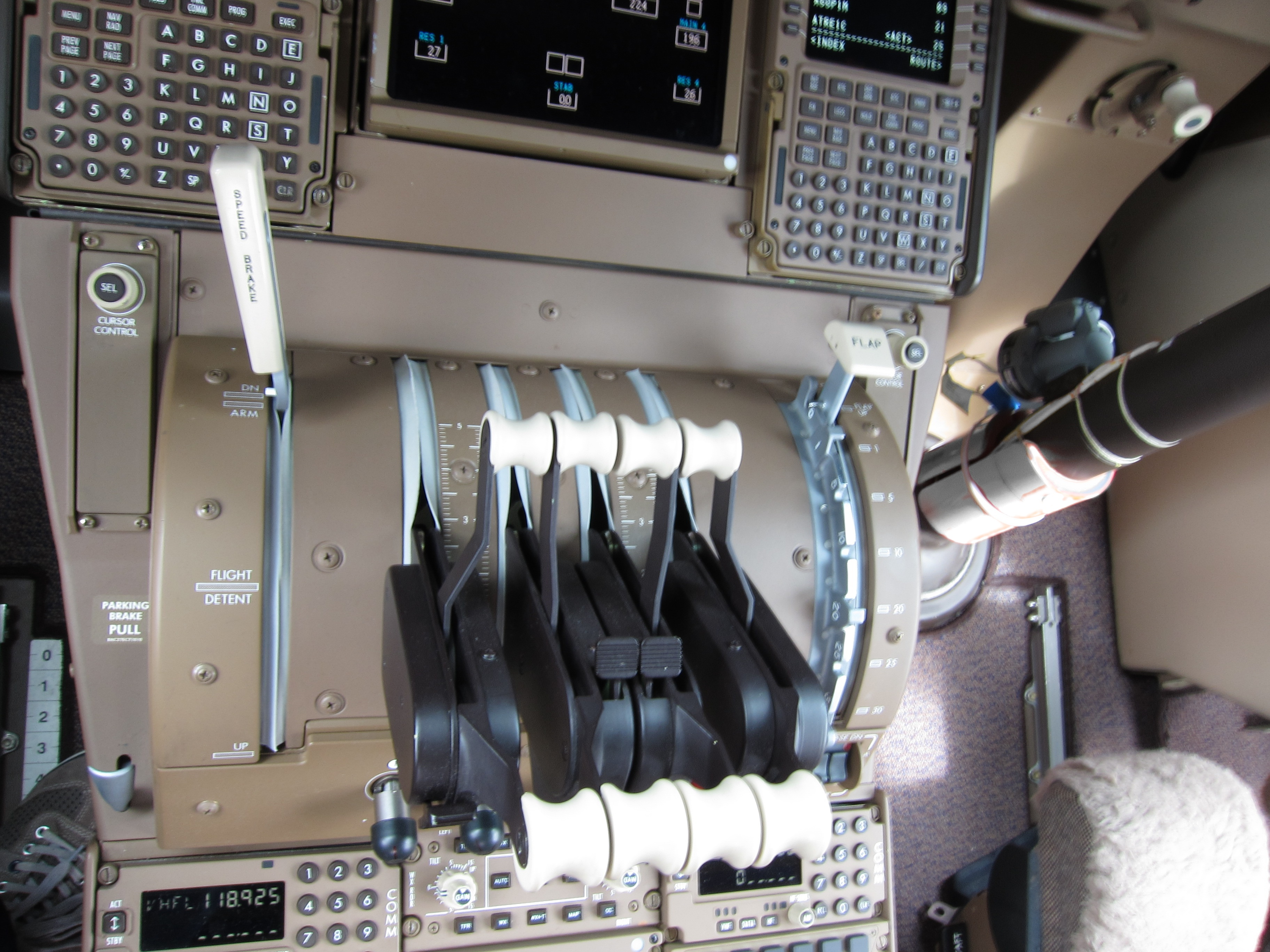
Die vorderen Schubhebel betätigen die Schubumkehr (Boeing 747-8).

Betätigt wird die Schubumkehr entweder durch die Schubhebel selbst oder mit Hilfe von Zusatzhebeln, die an deren Vorderseite angebracht sind. Ausnahmen bilden z. B. die Blackburn Beverley und die C-17, bei denen die Schubumkehr auch zum Rückwärtsrollen benutzt werden kann, sowie die Hawker Siddeley Trident und die Douglas DC-8, bei der sie auch im Flug aktiviert werden konnte bzw. kann. Um genau dies zu verhindern, ist bei anderen Flugzeugtypen die Aktivierung der Schubumkehr unmöglich, solange kein Mindestgewicht auf den Rädern liegt (Weight on Wheels, WOW), dies zum Beispiel auch bei der Airbus A320 kombiniert mit der Anforderung, dass der Höhenmesser weniger als zehn Fuß (zirka drei Meter) anzeigt und mit der zusätzlichen Anforderung, dass die Räder sich zu drehen begonnen haben, dies ursprünglich im Falle des A320 mit einer Geschwindigkeit von nicht weniger als 72 Knoten. Nach dem Unfall auf dem Lufthansa-Flug 2904 wurde die Verknüpfung der Raddrehung mit der Verhinderung der Aktivierung der Schubumkehr aufgehoben sowie das Mindestgewicht auf den Rädern von zwölf Tonnen auf zwei Tonnen reduziert.
Die Schubumkehr wird bei den meisten mittleren und größeren Verkehrsflugzeugen eingesetzt. Auch manche militärische Flugzeuge, die von kurzen Landebahnen aus eingesetzt werden sollen, verfügen über eine Schubumkehr, beispielsweise einige militärische Transportmaschinen, die Tornado sowie die Saab 37 Viggen.
Vor allem in den USA früher weit verbreitet, heute aber im Zivilbereich kaum noch gebräuchlich, ist das Verfahren des Powerback, wobei durch Schubumkehr das Rückwärtsrollen eines Flugzeugs aus eigener Kraft bewirkt wird, z. B. zum Verlassen einer „Nose-in“-Parkposition.
Die automatische Auslösung der Schubumkehr nur eines Triebwerkes einer zweistrahligen Boeing 767-300ER der Lauda Air während des Steigfluges am 26. Mai 1991 hatte zur Folge, dass das Flugzeug manövrierunfähig wurde und abstürzte (siehe auch Lauda-Air-Flug 004).
Ein ähnlicher Unfall ereignete sich am 31. Oktober 1996, nachdem sich bei einer Fokker 100 der brasilianischen Fluggesellschaft Transportes Aereos Meridionais kurz nach dem Start im rechten Triebwerk die Schubumkehr selbsttätig aktivierte; auch hier wurde das Flugzeug manövrierunfähig und stürzte ab (siehe auch TAM-Linhas-Aéreas-Flug 402).

Ein weiterer Absturz, zu dem es aufgrund einer einseitig ausgefahrenen Schubumkehr gekommen war, ereignete sich 1978 mit einer Boeing 737-200 der Pacific Western Airlines (siehe auch Pacific-Western-Airlines-Flug 314).

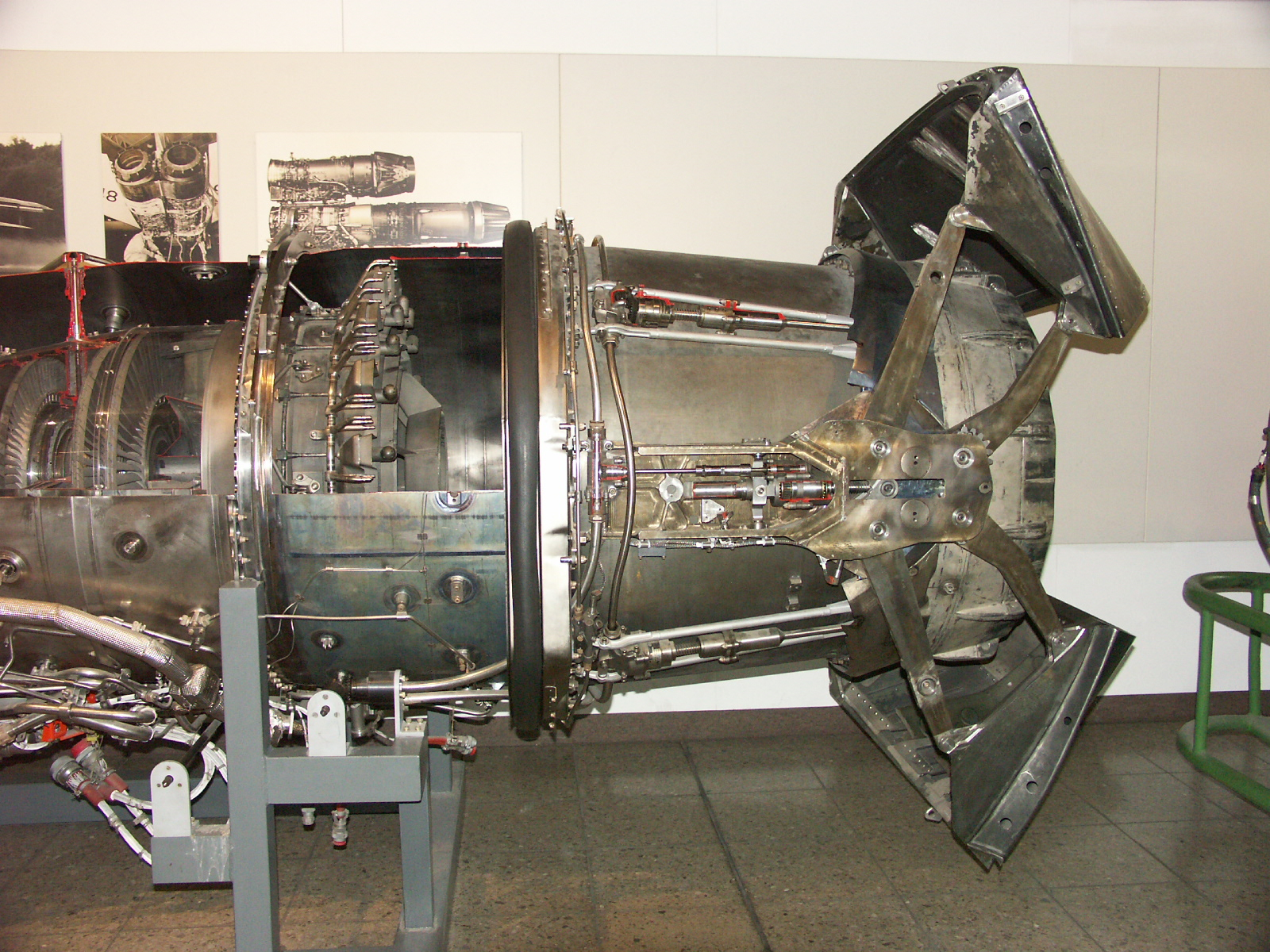
Schubumkehrer (rechts) des Triebwerks Turbo-Union RB199
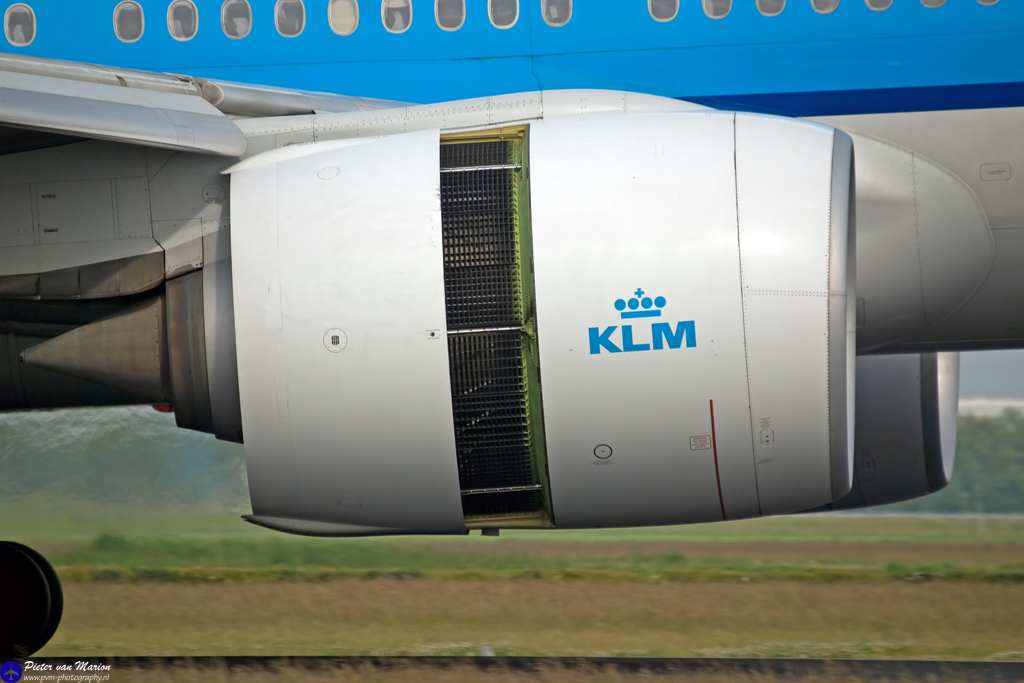
Eine Boeing 777 bremst mit Schubumkehr ab, im Gehäusemantel ist ein Schlitz weit offen.
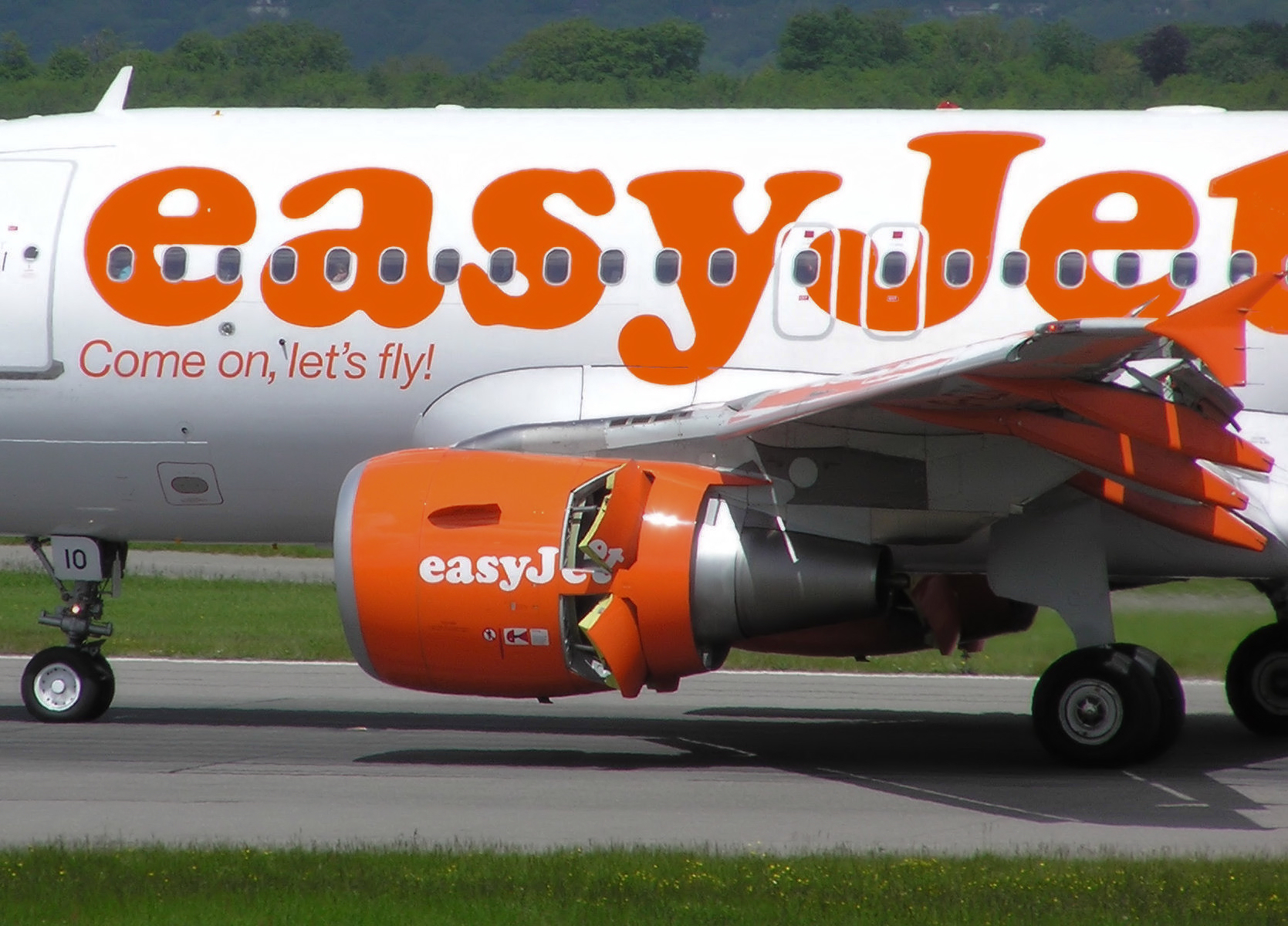
Schubumkehrklappen am Triebwerk eines Airbus A319-100 sind offen
- Funktionstest von Schubumkehrklappen

### Seefahrt

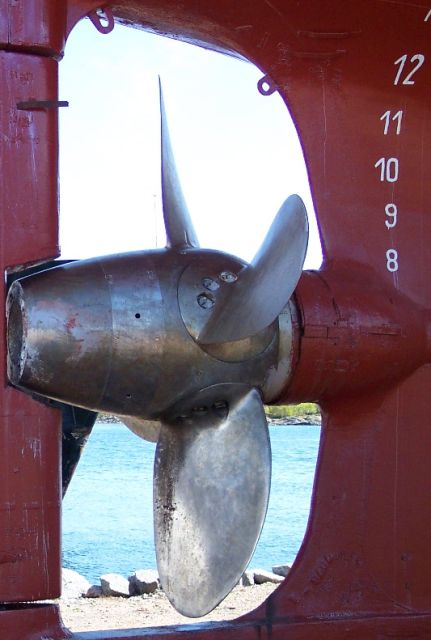
Verstellpropeller eines Schiffes

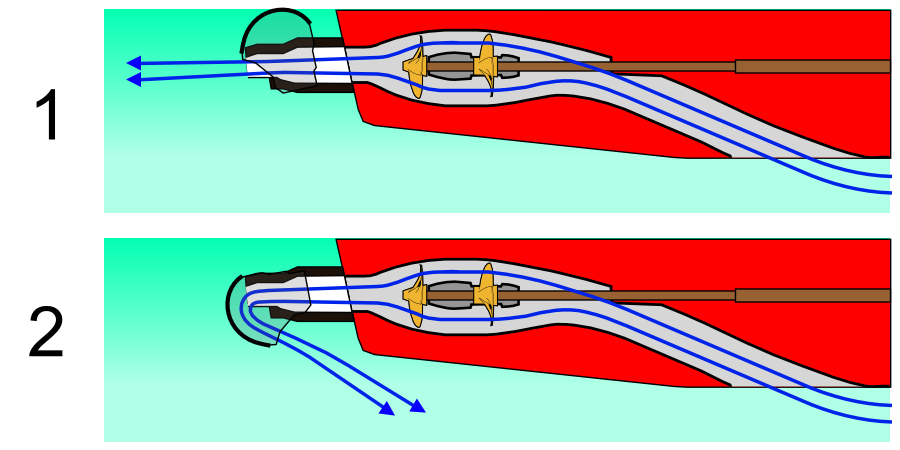
Wasserstrahlantrieb mit Schubumkehrklappe

Bei Booten und Schiffen, die durch Verstellpropeller vorgetrieben werden, wird die Steigung der Propellerblätter so verstellt, dass ohne eine Drehrichtungsänderung des Propellers die Schubrichtung umgekehrt wird.
Dasselbe gilt für einen Voith-Schneider-Antrieb, bei dem zum Aufstoppen oder zur Rückwärtsfahrt des Bootes/Schiffes lediglich die Schaufeln anders angesteuert werden, die Drehrichtung des Antriebes sich aber nicht ändert.
Bei einem Schottelantrieb oder auch einem kleinen Außenbordmotor wendet man den gesamten Antrieb/Motor um 180 Grad um die senkrechte Achse, um denselben Effekt zu erreichen, eine Schubumkehr, ohne eine Änderung der Drehrichtung des Antriebes.
Bei einem Wasserstrahlantrieb wird, ähnlich wie bei einem Strahltriebwerk eines Flugzeuges eine Klappe in den Antriebsstrahl gefahren, um den Schub in die Gegenrichtung umzulenken.

### Paddeln
Beim handgeführten Einfach-, Doppelpaddel oder Riemen eines Ruderbootes spricht man vom Gegenschlag. Dieser wird mit oder ohne 180° Drehung des Blatts durchgeführt, läuft in Fahrtrichtung und dient zum Bremsen oder Drehen des Boots.

## Bemessung
Die Stärke, mit der eine Schubumkehr arbeitet, wird in Prozent der nicht umgelenkten Vortriebskraft bemessen. Gerade bei der Verwendung von Schubumkehrklappen bei Strahltriebwerken und Wasserstrahlantrieben ist dieses Maß der Schubumkehr schon in der Konstruktion eine wichtige Kennzahl, bestimmt sie doch bei der Landung eines Flugzeuges, wie kurz der Bremsweg werden wird (und wie lang daher die Landebahn sein muss) und bei Schiffen/Booten, wie schnell sie noch in Rückwärtsfahrt unterwegs sein können, also wie manövrierfähig ein unter Schubumkehr fahrendes Boot/Schiff noch ist.
Dennoch lösen verschiedene Antriebshersteller das Problem auf verschiedene Weisen, was dazu führt, dass um die Details der Formen der Schubumkehrklappen und der Winkel, in denen diese in den Antriebsstrahl geführt werden (müssen), eine gewisse Geheimniskrämerei betrieben wird oder auch Patente bestimmte Konstruktionen im Detail schützen.

## Schubrückschlag
Bei der Schubumkehr durch eine Schubumkehrklappe ist das größte Problem, dass dabei der umgelenkte Vortriebsstrahl in Richtung des Einlassbereichs des Triebwerkes geblasen werden kann. Beim Flugzeug können dadurch Fremdkörper auf der Landebahn (Foreign Object Damage) aufgewirbelt und vom Triebwerk angesaugt werden und dieses schwer beschädigen.
Dieser Schubrückschlag ist bei Flugzeugen unbedingt zu vermeiden. Das wird oft dadurch erreicht, dass sich die Schubumkehr an Flugzeugen unterhalb bestimmter Rollgeschwindigkeiten von selbst deaktiviert. Beim Airbus A380 sind nur die beiden Triebwerke an den inneren Positionen mit Schubumkehrern ausgestattet, um zu verhindern, dass die äußeren Triebwerke, die sich bereits über den Schultern der üblicherweise 45 m breiten Landebahn befinden, Fremdkörper aus den angrenzenden, nicht befestigten Grasflächen aufwirbeln.
Bei Schiffen/Booten kann das Aufsaugen des umgelenkten Vortriebsstrahls durch den Antrieb dazu führen, dass der Schub in der Summe auf null sinkt. Im maritimen Bereich wird der Nullschubeffekt des Schubrückschlages konstruktiv genutzt, um zum Beispiel bei voller Bereitstellung einer eventuellen Vor- oder Rückschubleistung im Leerlauf auf der Stelle zu verharren und schlagartig mit vollem Schub anzufahren. Eine andere Anwendung ist bei Vorhandensein mehrerer Wasserstrahlantriebe das Seitwärtsfahren (oder die teilweise Unterstützung) ohne Bug- und/oder Heckstrahlruder.
Daher ist bei Wasserstrahlantrieben immer ein Bereich vorgesehen, bei dem eine vorher definierte Drehzahl des Antriebes und eine ganz bestimmte Stellung der Schubklappe zu einem Schubrückschlag und der damit verbundenen Aufhebung eines jeden Vortriebes führt.